# 江原有信
江原 有信（えはら ありのぶ、1921年 - ）は、日本の生物学者、筑波大学教授、学位は理学博士。専攻は動物生理学。

## 履歴
大正10年沼津に生まれ、東京に育つ。昭和19年東京文理科大学生物科を卒業。筑波大学教授を経て退官後同大名誉教授、
昭和32年マメホヤの心電図の研究で博士号を取得、同43年に心臓生理学研究のため欧米に留学。

## 著作
- 鈴木恕, 千原光雄との共著『生物』大原出版
- 江原有信, 市村俊英共編1971『旺文社生物事典』旺文社
- 古谷庫造との共著1978『新研究生物』旺文社
- 1973『理解しやすい生物I』文英堂

## 趣味
絵画